# Apologie eines Mathematikers
A Mathematician’s Apology (etwa: „Verteidigungsrede eines Mathematikers“ oder „Apologie eines Mathematikers“) ist ein Essay, der 1940 von dem britischen Mathematiker Godfrey Harold Hardy verfasst wurde. Er beschäftigt sich darin mit der Ästhetik der Mathematik, wobei er auch Persönliches einfließen lässt, und gibt dem Laien Einsicht in die Gedankenwelt des Mathematikers bei der Arbeit.

## Zusammenfassung
Im Titel benutzt Hardy das Wort „apology“ im Sinne einer Rechtfertigung oder Verteidigungsrede (wie etwa Platons Apologie des Sokrates) und nicht im Sinne einer Bitte um Verzeihung. Mit 62 Jahren fühlte Hardy sein fortschreitendes Alter (1939 hatte er einen Herzinfarkt überlebt und konnte seinen gewohnten Tennissport nicht mehr treiben) und das Dahinschwinden seiner mathematischen Kreativität und Fähigkeiten. Er litt unter Depressionen, verstärkt durch den Tod eines engen Freundes und die Kriegszeit. Aus diesen Gründen beschloss Hardy, seine Faszination für die Mathematik und sein der Mathematik gewidmetes Leben darzustellen. Durch das Verfassen der Apologie gestand Hardy ein, dass seine Zeit als kreativer Mathematiker zu Ende gekommen war. C. P. Snow beschreibt die Apologie im Vorwort zu der 1967 erschienenen Ausgabe „als passioniertes Klagelied für eine Schaffenskraft, die einmal war und nie wieder sein werde.“
In Hardys Worten sind Darstellung, Kritik und Würdigung wissenschaftlicher Arbeit eine Tätigkeit für zweitklassige Wissenschaftler. Für einen professionellen Mathematiker sei es eine melancholische Erfahrung, sich dabei zu ertappen, über die Mathematik zu schreiben. Die Aufgabe eines Mathematikers sei die Tat, neue Theorien aufzustellen, etwas Neues zur Mathematik beizusteuern und nicht nur darüber zu schreiben, was er und andere Mathematiker erreicht hätten. Zweitens wollte Hardy, der ein engagierter Pazifist war, am Anfang des Zweiten Weltkrieges seine Meinung rechtfertigen, dass die Mathematik um ihrer selbst willen und nicht wegen ihrer Anwendbarkeit getrieben werden solle. Er wollte ein Buch schreiben, in dem er seine mathematische Philosophie der nächsten Generation von Mathematikern erklärt; das die Mathematik auf der Grundlage ihrer endogenen Bedeutung verteidigen würde, durch die Ausarbeitung der reinen Mathematik allein, ohne Rückgriff auf die Erfolge der angewandten Mathematik, um die allgemeine Bedeutung der Mathematik zu rechtfertigen; und das auch die kommenden Generationen von reinen Mathematikern inspirieren würde. Da Hardy Atheist war, rechtfertigt er sich nicht vor Gott, sondern nur vor seinen Mitmenschen.
Eines der Hauptthemen des Buches ist die Schönheit der Mathematik, die Hardy mit der Malerei und der Dichtkunst vergleicht. Die schönste Mathematik für Hardy war die reine Mathematik, die keine Anwendungen in der Außenwelt findet, insbesondere sein eigener spezieller Bereich, die Zahlentheorie. Er begründet das Streben nach der reinen Mathematik mit dem Argument, dass ihre Nutzlosigkeit bedeute, dass sie niemals missbraucht werden könne, um Schaden anzurichten. Andererseits wertet Hardy die angewandte Mathematik ab. Er beschreibt sie als „hässlich“, „trivial“ und „langweilig“. Diese, die angewandte Mathematik betreffenden Merkmale bedeuten nicht, dass die Mathematik „hässlich“, „trivial“ und „langweilig“ ist, weil sie angewendet wird, sondern dass meistens die hässlichste, trivialste und langweiligste Mathematik diejenige ist, die angewendet werden kann.
Hardy erläutert einen Satz, der Carl Friedrich Gauß zugeschrieben wird: Hardy erklärt, dass „Mathematik die Königin der Wissenschaften ist und die Zahlentheorie die Königin der Mathematik“. Manche Menschen glauben, dass es die extreme Nicht-Anwendbarkeit der Zahlentheorie war, die Gauß zu der obigen Aussage über die Zahlentheorie führte. Aber Hardy meinte, dass dies sicherlich nicht der Grund ist. Fände man eine Anwendung der Zahlentheorie, dann würde sicherlich niemand versuchen, „die Königin der Mathematik“ deswegen zu entthronen. Was Gauß laut Hardy meinte, sei, dass das eigentliche Konzept der Zahlentheorie viel tiefer und eleganter im Vergleich zu anderen Zweigen der Mathematik ist.
Ein weiteres Thema ist der Gedanke, dass die Mathematik ein „Spiel des jungen Mannes“ ist. Das heißt, dass alle Menschen, die ein Talent für die Mathematik aufweisen, dieses entwickeln und nutzen sollten, während sie noch jung sind, bevor ihre Fähigkeit, originelle Mathematik zu treiben, im mittleren Alter anfängt zu sinken. Diese Ansicht reflektiert Hardys wachsende Depressionen über das Nachlassen seiner eigenen mathematischen Fähigkeit. Für Hardy war die wirkliche Mathematik eigentlich eher eine kreative Aktivität als eine erklärende oder darstellende.
Häufig wird der Essay mit dem Vorwort seines Freundes C. P. Snow herausgegeben, das etwa den gleichen Umfang wie die rund 50 Seiten der Apologie einnimmt, in dem sich nicht nur biographische Details zu Hardy finden, sondern auch Zitate von Hardy, die häufig mit der Apologie selbst in Verbindung gebracht werden.

## Rezeption und Kritik
Hardys Meinungen waren tief von den akademischen Denkweisen der Universitäten von Cambridge und Oxford zwischen dem Ersten und Zweiten Weltkrieg geprägt. Manche von Hardys Beispielen erscheinen rückblickend unglücklich gewählt.
Er schreibt zum Beispiel: „Noch hat niemand einen kriegerischen Zweck entdeckt, dem die Zahlen- oder die Relativitätstheorie dient, und es scheint so, als ob das für viele Jahre auch niemand machen wird“. Kurz danach wurde die Anwendung der Relativitätstheorie Teil der Entwicklung der Atomwaffen, während die Zahlentheorie eine bedeutende Rolle in asymmetrischen Kryptosystemen spielte. Trotzdem sind Hardys wichtigste Beispiele von eleganten mathematischen Entdeckungen, die keinen Nutzen haben (Beweis der unendlichen Reihe der Primzahlen oder die Irrationalität der Quadratwurzel von 2), immer noch gültig. Die Anwendbarkeit eines mathematischen Konzepts ist jedoch nicht der Grund, warum er die angewandte Mathematik gegenüber der reinen Mathematik für minderwertig hielt; die Einfachheit und die Nüchternheit, die zur angewandten Mathematik gehören, führten zu seiner Beschreibung. Er nimmt an, dass zum Beispiel der Satz von Rolle, trotz seiner Bedeutung für die Analysis, nicht mit der von Leonhard Euler oder Évariste Galois und von anderen reinen Mathematikern entwickelten Mathematik verglichen werden kann.